# Globočec Ludbreški
Globočec Ludbreški falu Horvátországban, Varasd megyében. Közigazgatásilag Ludbreghez tartozik.

## Fekvése
Ludbregtől 3 km-re délkeletre a Drávamenti-síkság szélén fekszik.

## Története
1464-ben még "Globoki" néven szerepel a ludbregi uradalom falvai között. A kaj-horvátban a globoki mély-et jelent. 1468-ban az uradalommal együtt a Thuróczy család birtoka lett, majd 1695-től a Batthyányaké, akik egészen a 20. századig voltak a földesurai. 
1857-ben 210, 1910-ben 371 lakosa volt. 1920-ig Varasd vármegye Ludbregi járásához tartozott. 2001-ben 136 háza és 501 lakosa volt.

## Nevezetességei
Szent Fábián és Sebestyén vértanúk tiszteletére szentelt kápolnája.

## Külső hivatkozások
- Ludbreg város hivatalos oldala